# The Lord Loves the Irish
The Lord Loves the Irish è un film muto del 1919 diretto da Ernest C. Warde.

## Trama
In Irlanda, Miles Machree vive a Glengarry con tutta la sua famiglia, composta dalla madre, i suoi fratelli e le sue sorelle. Vive poveramente, ma felice. Un giorno, però, dall'America arriva il vecchio Lynch, un irlandese emigrato che ha fatto fortuna ed è diventato presidente di una banca. Ritorna nella sua terra insieme alla figlia Sheila. La ragazza sprona Miles a volere di più dalla vita e lo incita a cambiare. Così Miles lascia la fattoria e si trova un lavoro come poliziotto. Sheila, però, si fidanza con Dexter, il segretario di suo padre.
Un giorno, Miles viene a scoprire che Dexter è in combutta con il dottor Leon Wilson per contraffare le banconote della banca. Per amore di Sheila, il poliziotto cerca di proteggere Dexter. Ma la ragazza viene attirata nel covo dei malviventi: Miles la salva e, durante la rissa che ne segue, intervengono anche i servizi segreti. Dexter resta ucciso, mentre Miles trova l'amore della ragazza e il nuovo posto di segretario presso il banchiere.

## Produzione
Il film fu prodotto dalla Robert Brunton Productions.

## Distribuzione
Distribuito dalla W.W. Hodkinson e dalla Pathé Exchange, uscì nelle sale cinematografiche USA il 14 dicembre 1919.